# 竹内高美
竹内 高美（たけうち たかみ、1971年8月17日 - ）は、愛知県刈谷市出身の元女子バスケットボール選手である。現姓・後藤。ポジションはCF。コートネームは「コウ」。

## 来歴
刈谷市立小垣江小学校、名古屋市立守山中学校卒業。名古屋短大高等学校（現・桜花学園高等学校）在学中の1989年、富岡高校の加藤貴子とともに史上初めて高校生で全日本に選出され、翌1990年の世界選手権にも出場。ジュニア代表も経験する。
その後、愛知学泉女子短期大学（現・愛知学泉短期大学）に進み、卒業後、シャンソン化粧品に入社。
加藤及び高校でも1年後輩の山田かがりらとともに主力として公式戦54連勝、リーグ10連覇を達成したシャンソン黄金時代を支えた。
全日本としても1994年世界選手権に出場。
1999年、トヨタ自動車へ移籍し、シーズン後引退。
2003年、当時アイシンシーホースの選手だった後藤正規と結婚。
現在は解説者として活動中。

## 経歴
- 名古屋短大高 - 愛知学泉女子短大 - シャンソン化粧品（1992年〜1999年） - トヨタ自動車（1999年〜2000年）

## 日本代表歴
- 1990世界選手権
- バルセロナオリンピック世界予選
- 1994世界選手権
- 1994アジア競技大会